# タレンシ族
タレンシ族（Tallensi）はガーナ北部の白ボルタ川と赤ボルタ川の間の地域に居住する農耕民族。モレ・グル語族に属す。政治文化的にはタレス人とナモース人に分けられる。

## 社会
父系クラン、またはリネージによる首長をもたない出自集団を形成して生活を営む。タリス人は従来同地域に居住する人々で、ナモース人はマンプルシ王国滅亡時に北方から移住してきた人々であると伝承には伝えられている。土着宗教と密接な関係をもった社会構成を持ち、天地と祖先がその主要要素であった。
歴史学者マイヤー・フォーテスによる研究が知られている。
スタニスラフ・アンジェイエフスキーによる軍事組織類型として、「タレンシ型」があり、組織的でない比較的平等な社会にみられる軍事組織であり、軍事参与率（全人口で戦争に動員される兵の割合）は高く、服従度（軍隊の服従・従属関係の指標）は低く、凝縮性（軍事団体の組織の強固さや緊密さ）は低く、類例として、北米開拓者が挙げられている。